# غوردون بورسيل
غوردون بورسيل (بالإنجليزية: Gordon Purcell)‏ هو فنان أمريكي، ولد في 14 فبراير 1959 في لانسنغ في الولايات المتحدة.